# Conomitra leonardhilli
Conomitra leonardhilli là một loài ốc biển, là động vật thân mềm chân bụng sống ở biển trong họ Volutomitridae.